# Arabella iridescens
Arabella iridescens är en ringmaskart som beskrevs av Treadwell 1906. Arabella iridescens ingår i släktet Arabella och familjen Oenonidae. Inga underarter finns listade i Catalogue of Life.